# Artasumara
Artasumara (𒁹𒅈𒋫𒀸𒌋𒈠𒊏 vagy 𒁹𒅈𒋫𒀸𒋗𒈠𒊏 hurri mar-ta-aš-[š]u-ma-ra, azaz Artāšumara vagy Artāššumara) Mitanni királya volt az i. e. 14. század közepe–második fele körül. II. Suttarna idősebb fia, Tusratta bátyja.
Uralkodása idején a Hettita Birodalom meghódította a már hosszú ideje hurri fennhatóság alatt álló Kizzuvatnát, majd az észak-szíriai Katnát is. Ezek az események elégedetlenséget szültek uralma ellen, ami végül felkelésben csúcsosodott ki. Az események bizonytalanok, egyes vélemények szerint öccse, Tusratta gyilkolta meg és ült a helyére, mások szerint egy Uthi (UD-ḫi) nevű személy lázadt fel, és Tusratta csak a megüresedett trónt foglalta el örökös híján. Ezzel megindult Mitanni végleges hanyatlása.